# 相木孝仁
相木 孝仁（あいき たかひと、1972年1月30日 - ）は、日本の実業家。
フュージョン・コミュニケーションズ社長、コボ最高経営責任者、楽天ヨーロッパ最高経営責任者、鎌倉新書社長、インクリメント・ピー社長等を経て、ベイシア社長。

## 人物・経歴
北海道・旭川市出身。北海道旭川東高等学校を経て、1994年明治大学政治経済学部卒業（体育会硬式テニス部主将）、NTT入社。1999年コーネル大学ジョンソン経営大学院を卒業し、MBA（経営学修士）の学位を取得。同年ベイン・アンド・カンパニー・ジャパン・インコーポレイテッド入社。
2002年カルチュア・コンビニエンス・クラブに入社し、ツタヤオンラインを担当したのち、2004年ベイン・アンド・カンパニー・ジャパン・インコーポレイテッド入社。
ベイン・アンド・カンパニー・ジャパン・インコーポレイテッド・マネジャーを経て、2007年楽天入社。2010年からフュージョン・コミュニケーションズ代表取締役社長として、
黒字化の実現などを行った。2013年に最年少で楽天常務執行役員に就任。2014年フュージョンコミュニケーションズ代表取締役会長。同年からKobo CEOとしてトロントに赴任。2016年Viber Media  LIMITED取締役会長。同年楽天デジタルコンテンツカンパニープレジデント兼楽天ヨーロッパCEO。
2017年鎌倉新書取締役副社長。同年鎌倉新書代表取締役社長。2019年ユアマイスターマネジメントアドバイザー。同年パイオニア取締役兼常務執行役員モビリティーサービスカンパニーCEO。同年インクリメント・ピー代表取締役社長。2022年ベイシア取締役副社長を経て、同年7月4日よりベイシア社長に就任。